# 懸鉤子摺粉蝨
懸鉤子摺粉蝨（学名：Aleurotrachelus rubi）为粉蝨科摺粉蝨屬下的一个种。